# Stazione climatica di Bokor

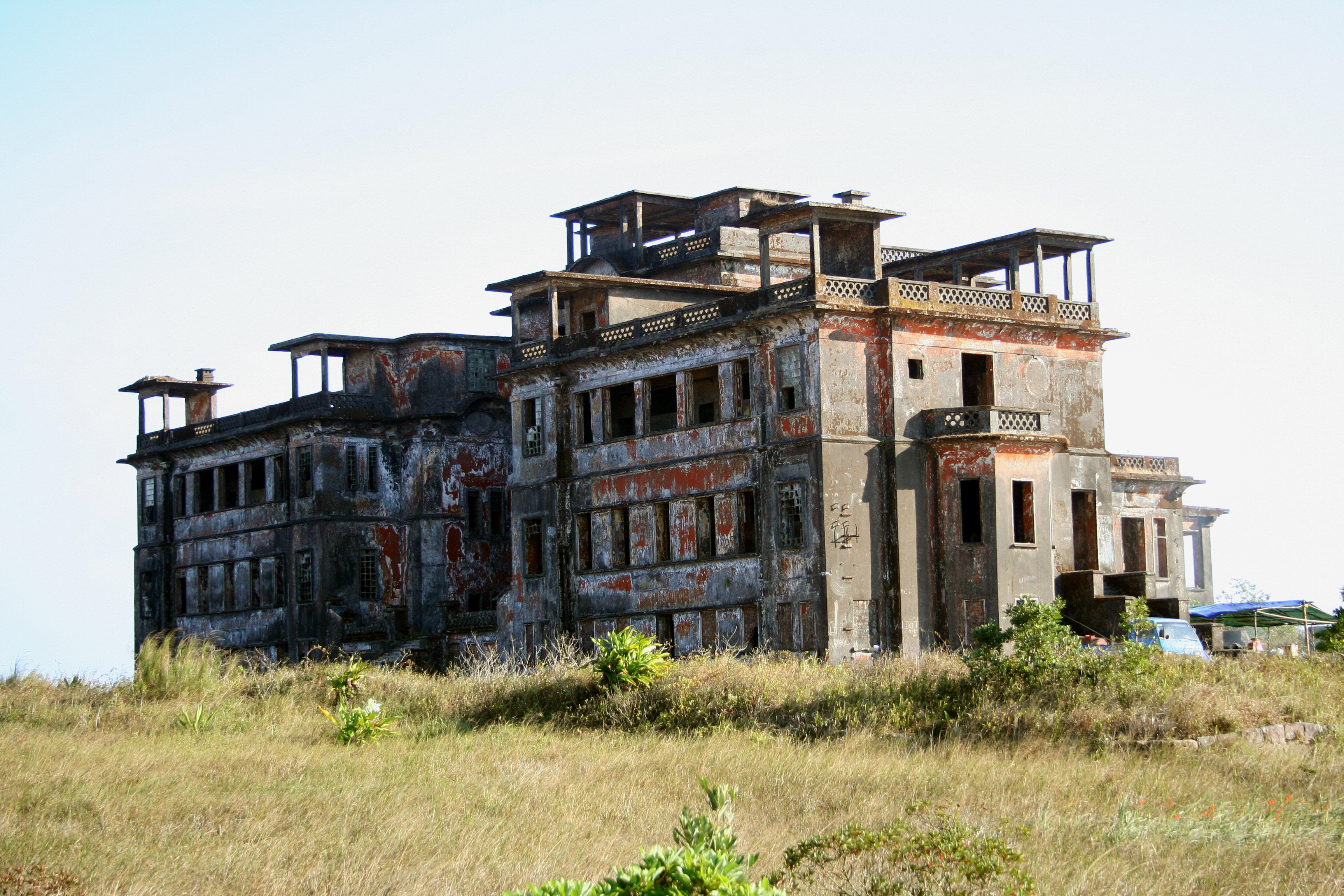
Il Bokor Palace Hotel nel 2007

La stazione climatica di Bokor è una cittadina-fantasma abbandonata da tempo, costruita dai francesi a partire dal 1921 sui Monti Dâmrei, a circa 20 km in linea retta dal capoluogo di provincia di Kampot (che diventano circa 40 lungo l'unica strada di accesso), nella Cambogia meridionale. Vi sono stati girati il finale del film del 2002 City of Ghosts e parte del film coreano del 2004 R-Point.

## Storia
La cittadina fu costruita come luogo di villeggiatura per offrire all'elite coloniale francese ristoro dall'insalubre calura e umidità di Phnom Penh nei mesi più caldi. Il punto di attrazione principale era il maestoso Bokor Palace Hotel, con annesso casinò. Vi erano inoltre negozi, un ufficio postale, una chiesa cattolica e gli appartamenti reali. La sua importanza è anche storico-culturale, in quanto fornisce indicazioni su come i coloni passassero il loro tempo libero nei possedimenti coloniali.
La stazione climatica fu abbandonata una prima volta alla fine degli anni Quaranta, durante la Guerra d'Indocina, a causa delle insurrezioni locali guidate dal Khmer Issarak, e di nuovo nel 1970, quando fu occupata dai Khmer rossi, che la sottrassero al controllo del governo guidato da Lon Nol. Durante l'invasione vietnamita, nel 1979 i Khmer rossi vi si asserragliarono e resistettero per mesi all'esercito vietnamita. Nei primi anni Novanta fu uno degli ultimi presidi occupati dai Khmer rossi.

## Epoca presente

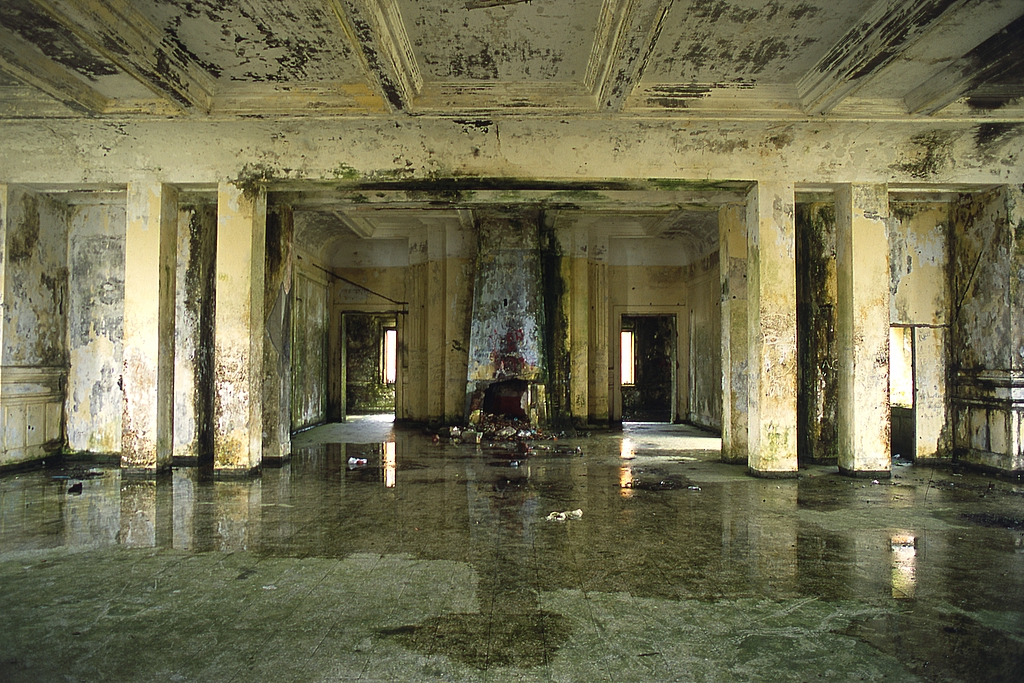
Il casinò di Bokor

Prive di ogni manutenzione da tempo, le costruzioni sono ancora in piedi, seppur in pessime condizioni, spesso avvolte dalla nebbia. Gli unici edifici abitati in permanenza sono un presidio dei guardiani del parco nazionale di Bokor (nell'edificio moderno del Bokor National Park Training Center) e un minuscolo tempio buddista. Nei pressi c'è anche una cascata che tende ad asciugarsi durante la stagione secca e ad essere in piena durante la stagione delle piogge. Lungo la strada, circa 10 km prima della Stazione, si incontrano gli edifici in legno del cosiddetto Black Palace, una piccola residenza estiva di re Sihanouk abbandonata da qualche decennio.

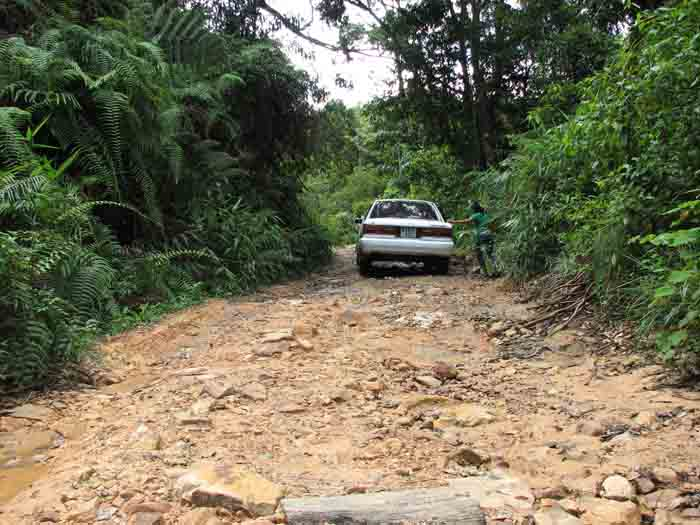
La strada per Bokor

Negli ultimi anni il sito è diventato un'attrazione per i turisti abbastanza avventurosi da inoltrarsi in un viaggio di circa 1,5-2 ore lungo una strada che si inerpica sulla montagna, risalendo dal livello del mare a circa 1000 metri, per buona parte in pessime condizioni e assediata dalla giungla.
Il sito è di proprietà del governo, ma è stato affittato per 99 anni al Sokimex Group, che si è impegnato a migliorare la strada e a costruirvi un comprensorio turistico con alberghi, ristoranti, golf club ecc., oltre che riparare il vecchio hotel e il casinò. Il progetto è stato reso noto al pubblico il 19 gennaio 2008 e poco dopo sono iniziati i lavori di sistemazione della strada. Le stime parlano di 30 mesi di lavori al costo di 21 milioni di dollari USA. Durante i lavori l'accesso ai turisti resterà vietato per buona parte del tempo. La seconda fase dei lavori, riguardante lo sviluppo turistico vero e proprio, prevede una spesa di 1 miliardo di dollari USA in 15 anni, dopo di che verrà esaminata la possibilità di allargare la cittadina secondo piani al momento sconosciuti.